# NGC 1414
NGC 1414 é uma galáxia espiral barrada (SBbc) localizada na direcção da constelação de Eridanus. Possui uma declinação de -21° 42' 48" e uma ascensão recta de 3 horas, 40 minutos e 57,0 segundos.
A galáxia NGC 1414 foi descoberta em 1886 por Frank Leavenworth.